# Gurgy
Gurgy is een gemeente in het Franse departement Yonne (regio Bourgogne-Franche-Comté) en telt 1648 inwoners (1999). De plaats maakt deel uit van het arrondissement Auxerre.

## Geografie
De oppervlakte van Gurgy bedraagt 13,1 km², de bevolkingsdichtheid is 125,8 inwoners per km².
De onderstaande kaart toont de ligging van Gurgy met de belangrijkste infrastructuur en aangrenzende gemeenten.

## Demografie
Onderstaande figuur toont het verloop van het inwonertal (bron: INSEE-tellingen).